# 29251 Hosokawa
29251 Hosokawa este o planetă minoră (asteroid) din centura de asteroizi. A fost descoperită pe 26 octombrie 1992 la Kitami Observatory⁠(d) de Kin Endate. 
Obiectul prezintă o orbită caracterizată de o semiaxă mare de 2,6743349 UAi, o excentricitate de 0,19, o înclinație de 13,67329 ° în raport cu ecliptica.